# Tipografía árabe

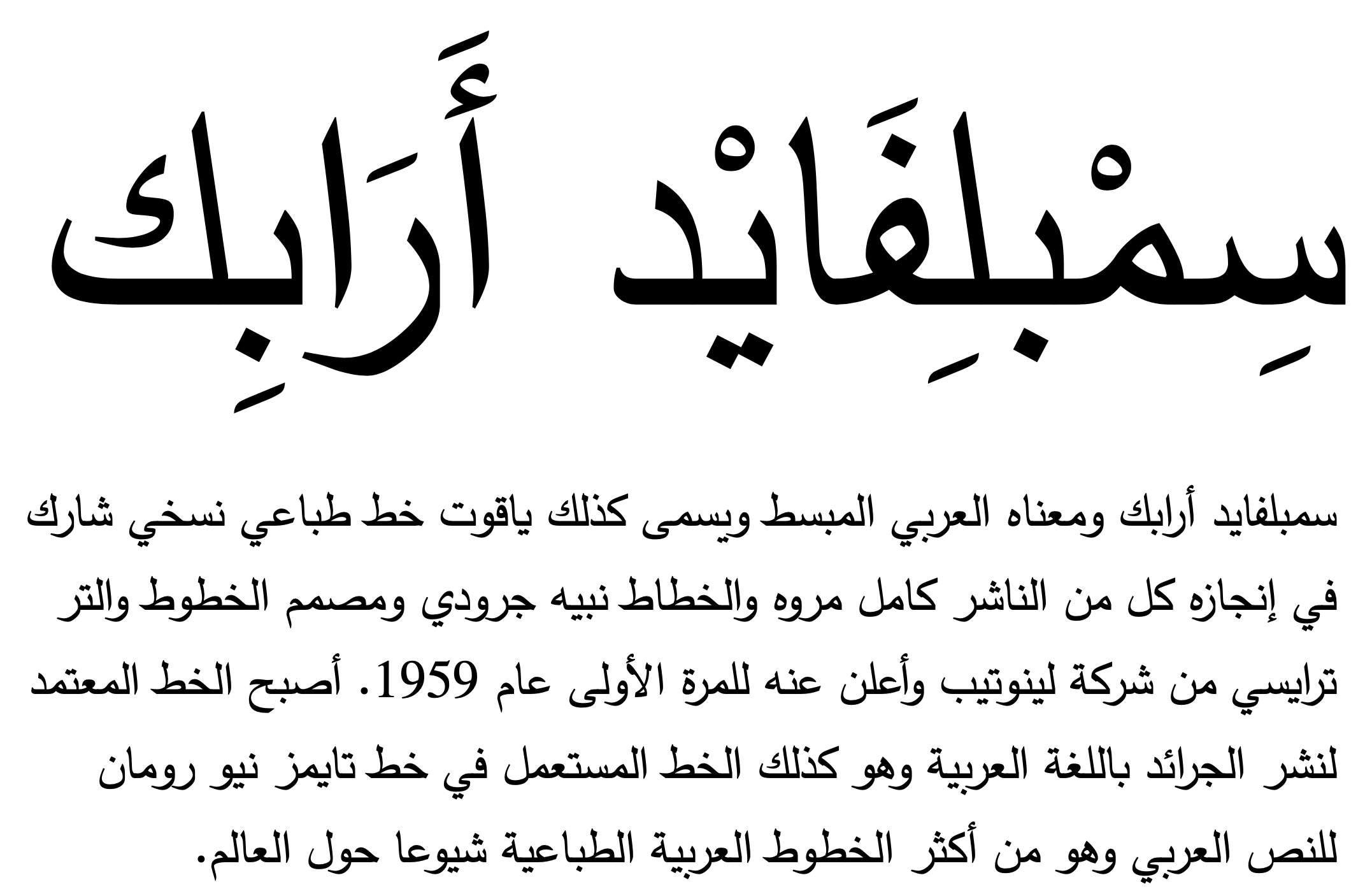
Simplified Arabic fue la primera tipografía de linotipia para el árabe. Diseñada en 1959, solucionó varios problemas técnicos existentes en la tipografía árabe y fue ampliamente usado en diarios y medios de comunicación.

La tipografía árabe es el diseño de tipos de letras del alfabeto árabe, es decir, el diseño de todos los caracteres del alfabeto con una unidad de estilo para su uso masivo. Por lo tanto, se debe diferenciar de la caligrafía árabe, que es el dibujo a mano que da como resultado que cada letra se escriba diferente. Tampoco se debe confundir con la escritura árabe en sí, que es el sistema lingüístico en cuestión.
La escritura árabe no vivió la revolución tipográfica que ocurrió en la Europa con la invención de la imprenta en 1450. Y, a pesar de los avances durante el siglo XX, el árabe aún hoy no ha logrado desarrollar un arte tipográfico estilísticamente diferenciado de la escritura manuscrita, como sí lo hizo el alfabeto latino, lo que conlleva unas dificultades técnicas y una evidente pérdida de calidad formal respecto al arte escrito.

## Características tipográficas del árabe

Ligaduras como esta (م mīm - ح ḥāʾ - م mīm), propias de la tradición caligráfica, son imposibles de reproducir en tipografía.

El alfabeto árabe consta de 29 consonantes, de las cuales la mitad son consonantes «solares» y la otra mitad «lunares». Esto quiere decir que se enlazan o no con la consonante siguiente en la formación de palabras (cursiva). Las letras árabes son contextuales en el sentido de que se enlazan con la anterior y la siguiente rigiéndose por ciertas normas ortográficas. Por lo tanto, encontramos un alfabeto cuyas letras cuentan con 2, 3 o hasta 4 posiciones o formas diferentes; por ejemplo, la letra hāʾ se encuentra en posición...
- ... inicial → ﻫ
- ... en medio de palabra → ﻬ
- ... final → ﻪ
- ... aislada → ه

Además, existen 11 marcas de vocalización, entre las cuales:
- اِ  اُ  اَ  → indican vocales cortas (a, u, i respectivamente)
- اّ → reduplicación de la consonante
- اْ → ausencia de vocal
- etc.

A ello se suman las ligaduras, como:
- لا = ل + ا
- كي = ك + ي
- لمى = ل + م + ى
- etc.

Y los números (١٢٣٤...) y los signos de puntuación (؟!،.,). Por lo tanto, el conjunto de glifos árabes asciende a un total de 108. Asimismo, se deben sumar las letras del alfabeto árabe para otros idiomas que también lo usan, como el persa o el urdu (total de 130). Esto son más del doble de glifos de la escritura latina.

### Características caligráficas del árabe
Una de los aspectos que más caracteriza la escritura árabe es la fluidez de sus trazos. En palabras de Balius (2013), «es cursiva por naturaleza», de manera que la imagen de la palabra completa tiene prioridad sobre el dibujo de cada letra de forma independiente. En comparación, en la tipografía latina el dibujo de cada letra determina la imagen del conjunto. La tipografía árabe no se puede estudiar sin entender el destacado rol que la caligrafía juega en el Islam, y de hecho, Balius determina que la cercana relación entre religión y escritura es el motivo que explica la tardía introducción de la imprenta y la prensa en el mundo árabe, y la histórica reticencia a su uso.

## Historia

### Antecedentes
El arte islámico es tradicionalmente un arte iconoclasta, es decir, que evita la figuración de imágenes sagradas como la del profeta Muhammad. Como tal, ha profundizado en cambio en la expresión de las formas abstractas, geométricas, florales o caligráficas. La caligrafía árabe es una tradición milenaria, que se vincula con las escrituras antiguas y los orígenes del Islam. En 2021 fue declarada Patrimonio de la Humanidad.
La expansión musulmana posibilitó la difusión del idioma árabe y su escritura. Los documentos oficiales y religiosos podían estar escritos con caligrafía cúfica, que se puede encontrar también como decoración en la arquitectura islámica. La caligrafía cúfica fue sustituida paulatinamente entre los siglos X y XI por la caligrafía nasji, que sigue siendo la más popular en el mundo árabe. Otras variantes fueron la caligrafía taʿlīq, desarrollada en Persia en el siglo XIII (de la cual, en combinación con la nasji surgió la nastaʿlīq), la diwani otomana o la magrebí, que fue la más prevalente en España.

### Primeras impresiones en árabe
A mediados del siglo XV, Gutenberg fabrica la primera imprenta basada en los tipos de letra. Con ella publicó la Biblia de Gutenberg en 1455. En ese momento comienza la historia de la tipografía del alfabeto latino, en un primer momento con las llamadas letras «humanistas» o «venecianas», típicas del Renacimiento, y más tarde con las «garaldas» francesas del siglo XVI, seguidas de las «transicionales» y finalmente, las «racionales» o «didonas» en el s. XIX y XX. Esta evolución de cientos de años consistió fundamentalmente en una pérdida constante de características de la escritura a mano, hasta acabar en una completa «racionalización» o geometrización de las formas. Esta evolución no ha sido recorrida por otras tradiciones, como la cultura árabe, donde, además, la caligrafía ocupa una posición relevante.
Los primeros libros impresos en árabe fueron fabricados en las imprentas europeas, porque los burócratas del Imperio Otomano prohibieron cualquier tipo de impresión en árabe. Según M. Rock (New York Times): «La mecanización de la escritura sagrada rayaba lo blasfemo, o al menos en la rendición cultural». El primer libro árabe impreso mecánicamente data de 1514, y es el Kitāb Ṣalāt al-Sawāʿī, un libro de salmos impreso en Venecia por Gregorio di Gregorii. También se imprimieron algunos coranes primigenios o «incunables» en Europa. Al fin, las primeras imprentas y prensas aparecieron en el mundo árabe a partir del siglo XVIII, trescientos años después que en Europa, y trataban temas seculares como matemáticas o medicina. Estas primeras imprentas árabes se encontraban sobre todo en Turquía, el Sham e Irak. A Egipto, considerada en gran medida la capital literaria de Oriente Medio, la impresión tipográfica no llegó hasta el XX. La arabista Nuria Torres Santo Domingo publicó en 2013 el libro Catálogo de fondo antiguo con tipografía árabe, en el cual analiza las primeras tipografías árabes, que fueron extraídas de trescientos veinte manuscritos impresos con tipos móviles de escritura árabe.
Según Titus Nemeth, doctorado en historia de la tipografía árabe, esa primigenia impresión árabe era «descuidada y plagada de errores», quedando retrasada a la evolución tecnológica y literaria de Europa. Además, no era comparable a la belleza de la tradicional caligrafía hecha a mano. La transición de la escritura árabe hacia la tipografización ha presentado históricamente varias dificultades técnicas que han provocado una tendencia hacia la «latinización» del alifato.

### Evolución de los tipos árabes (sigloXX)

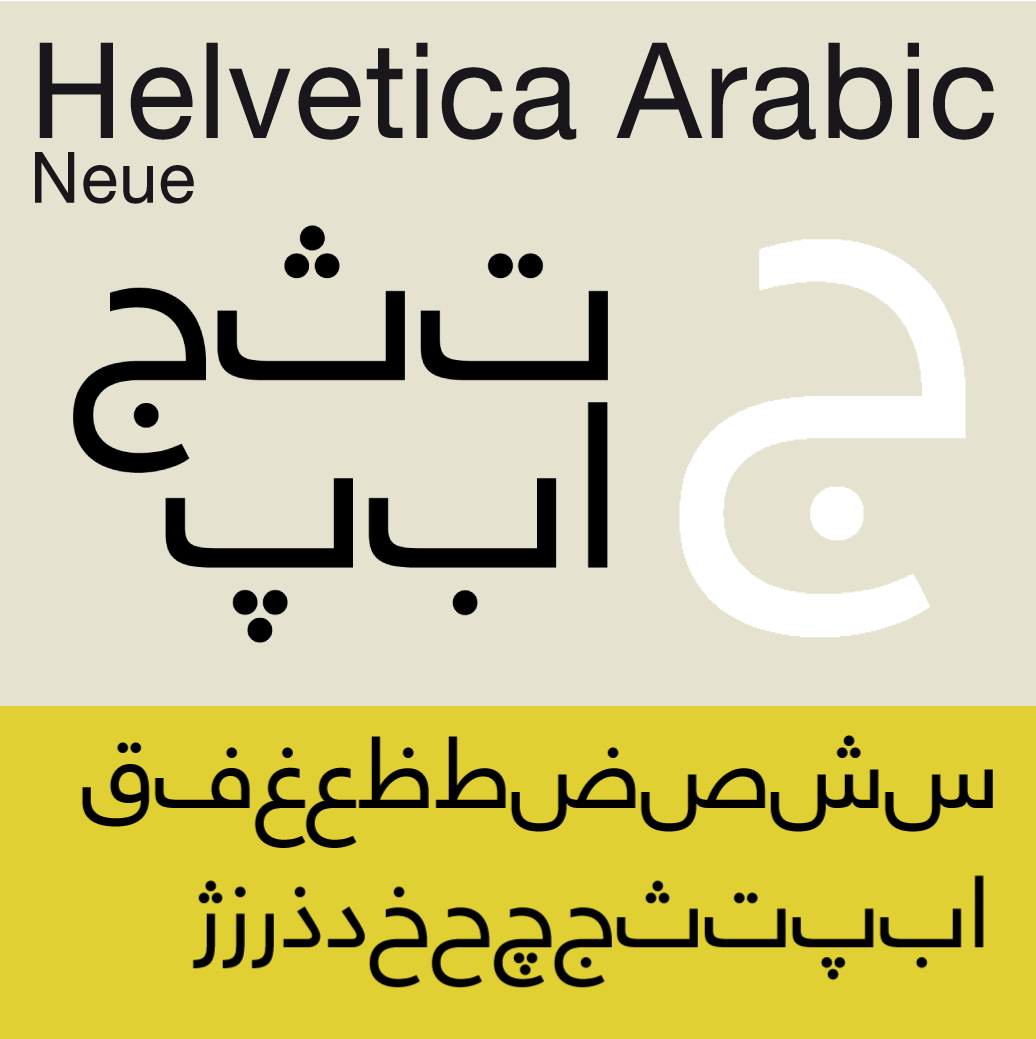
Espécimen de la Helvetica Arabic. Diseñada por la tipógrafa libanesa Nadine Chahine.

No sería hasta mediados del siglo XX cuando se inicia seriamente el diseño tipográfico árabe, de la mano de empresas occidentales como IBM o Linotype, las cuales buscaban abrir nuevos mercados. En 1947, el arquitecto y tipógrafo libanés Nasri Khatar propuso la fuente Unified Arabic. Sin embargo, el proyecto de Khatar presentaba varios problemas, como que las letras perdían sus formas iniciales, medias y finales, conservando únicamente la forma aislada. En 1954, el lingüista marroquí establecido en Francia Ahmed Lakhdar Ghazal desarrolló el sistema ASV Codar, el cual mejoró de manera importante la calidad de la escritura árabe tipeada. Una de las soluciones técnicas que ofreció Lakhdar fue la de colocar las marcas de vocalización sobre glifos de conexión (la kashida), de manera que se escribían entre las letras, y no encima o debajo de ellas.
La primera estandarizada y de uso masivo fue la Yakout, cuyo estilo tipográfico sería conocido como «árabe simplificado». Fue desarrollada en 1956 por Nahib Jaroudi y Kamel Mrowa para Linotype. Las formas finales y aisladas de ciertas letras se fusionaron en un solo tipo móvil, lo que permitió reducir considerablemente el número de glifos (a 56), y gracias a ello fue posible la producción de máquinas de escribir en árabe. Fue usada ampliamente en periódicos y publicaciones, y fue la primera fuente árabe en ser digitalizada. Otra posterior también importante fue la tipografía Osman, luego rebautizada como Badr, realizada en la fundidora de Linotype en Mánchester. Esta empresa también fue pionera en desarrollar un software de programación específico para configurar el árabe, para la máquina Linotron 505. La popularización de las tipografías árabes llegaría con la máquina Linotron 202, éxito de ventas en Oriente Medio y en la India, por soportar también sistema de escritura devanagari. Al simplificar y estandarizar la escritura árabe, esta perdió muchos de los gestos elegantes del trazo a mano.

### Digitalización y revolución tipográfica (sigloXXI)
El renacer de la tipografía árabe se dio con la digitalización de la sociedad y la aparición de la figura del diseñador gráfico y en concreto del tipógrafo. La tecnología permitió complejizar las tipografías para que alcanzaran la estilística caligráfica. Por ejemplo, en Unicode encontramos ligaduras como ﷻ (U+FDFB) o ﷺ (U+FDFA). Este proceso aún se está dando, mediante el trabajo de diseñadores y de agrupaciones como TYPE Lab (AUC), fundado por Bahia Shehab en, o la Fundación Khatt, fundada por Huda Abi Farès «para el desarrollo tipográfico árabe». En el año 2000, se publicó el primer libro sobre tipografía árabe. A pesar de todo, los diseñadores gráficos árabes contemporáneos siguen trabajando mayormente con caligrafía en sus pósteres y otro tipo de ilustraciones (o también es común combinar ambos sistemas), y esta es una gran diferencia con los diseñadores occidentales, que usan la tipografía casi exclusivamente.
La artista y diseñadora Shehab comenta: «necesitamos que la gente se dé cuenta de que hay un problema. Incluso los profesores de árabe no son conscientes de que no hay suficientes fuentes árabes. El único segmento de la sociedad que vive con este problema día a día son los diseñadores (...)  Con una población joven alfabetizada digitalmente, el Medio Oriente está viendo focos de innovación en el mundo del diseño. En los últimos 20 años, hemos visto un surgimiento de jóvenes diseñadores que comenzaron sus propias fundiciones tipográficas o se fueron a trabajar para las compañías más grandes en el campo».
Kampman (2011) define las dos maneras en que los tipógrafos abordan la tipografización del árabe: o bien reintroduciendo características de la caligrafía antigua, o bien desconectando la morfología tipográfica árabe de la escritura manuscrita.

## Tipógrafos del árabe
- Abbar Yassat
- Huda Abi Farès, fundadora de la Khatt Foundation para «el mejoramiento de la tipografía árabe»
- Hussein Alazaat, aunque trabaja principalmente caligrafía, también ha desarrollado trabajos en el campo de la tipografía
- Ihsan al-Hammuri
- Khajag Apelian
- Kinda Ghannoum
- Kristyan Sarkis
- Nadine Chahine
- Naji el Mir
- Pascal Zoghbi, creó la fundidora 29LT en 2013, en Madrid[18][18][21]
- Saad Abulhab
- Tarek Atrissi, creó la fundidora Arabic Typography en 2010 en Barcelona[18][18][22]
- Thomas Milo
- Tim Holloway
- Wissam Shawkat

## Tipografías árabes
- Amiri
- Arial
- ASV Codar
- Athelas
- Awami Nastaliq
- Dubai
- Fira
- Frutiger Arabic
- GNU FreeFont
- GNU Unifont
- IBM Plex
- Koufiya
- Nastaliq Navees
- Neue Helvetica Arabic
- Nuqat
- Palatino Arabic
- PragmataPro
- San Francisco
- Scheherazade New
- Simplified Arabic
- SST
- Storyline
- Tahoma
- Times New Roman
- Traditional Arabic
- Univers Next Arabic

## Lecturas complementarias
- Balius, Andreu (2013). «Arabic Typography». Eme (1): 89-91. ISSN 2253-6337. Consultado el 3 de diciembre de 2022.
- Haralambous, Yannis (1998).  Hersch, Roger D., ed. Simplification of the arabic script: Three different approaches and their implementations (en inglés) 1375. Springer Berlin Heidelberg. pp. 138-156. ISBN 978-3-540-64298-5. doi:10.1007/bfb0053268. Consultado el 1 de diciembre de 2022.

- Maione, Marco; Maillet, Tristan (2010). «La typographie arabe le rythme des lettres le souffle des mots la vie du texte». Clement Valette (en francés). Consultado el 1 de diciembre de 2022.
- Nemeth, Titus (2006). «The current state of Arabic newspaper type and typography». Dissertation for the Master of Arts in Typeface Design at the Department of Typography & Graphic Communication, University of Reading, UK (en inglés). Consultado el 15 de enero de 2023.
- «De la calligraphie à la typographie arabe». Le Café Pédagogique (en francés). 28 de abril de 2004.